# Johannes-Kathedrale (Przemyśl)
Die Johannes-Kathedrale in Przemyśl ist die griechisch-katholische Kathedralkirche der  Erzeparchie Przemyśl-Warschau und damit Sitz des Erzbischofs.

## Geschichte
Die Kirche wurde ursprünglich in den Jahren 1626 bis 1632 von Jesuiten erbaut. Im 18. Jahrhundert wurde der Innenraum von dem Holzschnitzer Stefan Grodzicki gestaltet. Nachdem der Jesuitenorden aufgehoben worden war, diente die Kirche im 19. Jahrhundert als Lagerraum, wurde 1904 restauriert und diente dann als römisch-katholische Garnisonkirche. Seit 1957 wurden Gottesdienste im griechisch-katholischen Ritus gefeiert. 1991 ging sie in den Besitz der griechisch-katholischen Erzeparchie über. Die barocke Ikonostase stammt aus einem Kloster bei Krakowez und wurde in den 1680er Jahren geschaffen und in der Kathedrale 1993 aufgestellt. Im angrenzenden ehemaligen Jesuitenkloster befindet sich das Museum der Erzeparchie.